# Esko Rautionaho
Esko Olavi Rautionaho (ur. 23 września 1950 w Rovaniemi) – fiński skoczek narciarski, olimpijczyk.

## Przebieg kariery
Najlepsze wyniki w Pucharze Świata osiągnął w sezonie 1979/1980, kiedy zajął 92. miejsce w klasyfikacji generalnej. Punktował tylko w jednym konkursie – 9 marca w Lahti zajął 13. miejsce.
Dwukrotnie brał udział w igrzyskach olimpijskich. W 22. Turnieju Czterech Skoczni zajął 10. miejsce.
Jego córka, Jenny Rautionaho, również uprawia skoki narciarskie.

## Igrzyska olimpijskie
- Indywidualnie
  - 1972  Sapporo – 45. miejsce (skocznia normalna), 9. miejsce (skocznia duża)
  - 1976  Innsbruck – 11. miejsce (skocznia normalna), 12. miejsce (skocznia duża)

## Mistrzostwa świata
- Indywidualnie
  - 1970  Szczyrbskie Jezioro – 57. miejsce (skocznia normalna), 33. miejsce (skocznia duża)
  - 1974  Falun – 7. miejsce (skocznia normalna), 12. miejsce (skocznia duża)

## Mistrzostwa świata w lotach narciarskich
- Indywidualnie
  - 1973  Oberstdorf – 32. miejsce
  - 1975  Tauplitz/Bad Mitterndorf – 25. miejsce
  - 1979  Planica – 18. miejsce

## Puchar Świata

### Miejsca w klasyfikacji generalnej
| Sezon     | Miejsce |
| --------- | ------- |
| 1979/1980 | 92.     |

### Miejsca w poszczególnych konkursach indywidualnychPucharu Świata
| Źródło | Źródło     | Źródło                 | Źródło    | Źródło        | Źródło  | Źródło  | Źródło      | Źródło      | Źródło   | Źródło   | Źródło       | Źródło       | Źródło       | Źródło | Źródło    | Źródło    | Źródło | Źródło | Źródło | Źródło | Źródło  | Źródło  | Źródło        | Źródło        | Źródło | Źródło | Źródło | Źródło | Źródło | Źródło | Źródło | Źródło | Źródło | Źródło | Źródło | Źródło | Źródło | Źródło | Źródło | Źródło | Źródło | Źródło | Źródło | Źródło | Źródło | Źródło | Źródło | Źródło | Źródło |
| --- | ---------- | ---------------------- | --------- | ------------- | ------- | ------- | ----------- | ----------- | -------- | -------- | ------------ | ------------ | ------------ | ------ | --------- | --------- | ------ | ------ | ------ | ------ | ------- | ------- | ------------- | ------------- | ------ | ------ | ------ | ------ | ------ | ------ | ------ | ------ | ------ | ------ | ------ | ------ | ------ | ------ | ------ | ------ | ------ | ------ | ------ | ------ | ------ | ------ | ------ | ------ | ------ |
| Sezon 1979/1980                                                                                                   |            |                        |           |               |         |         |             |             |          |          |              |              |              |        |           |           |        |        |        |        |         |         |               |               |        |        |        |        |        |        |        |        |        |        |        |        |        |        |        |        |        |        |        |        |        |        |        |        |        |
| Cortina d’Ampezzo                                                                                                 | Oberstdorf | Garmisch-Partenkirchen | Innsbruck | Bischofshofen | Sapporo | Sapporo | Thunder Bay | Thunder Bay | Zakopane | Zakopane | Saint-Nizier | Saint-Nizier | Sankt Moritz | Gstaad | Vikersund | Engelberg | Lahti  | Lahti  | Falun  | Oslo   | Planica | Planica | Štrbské Pleso | Štrbské Pleso | punkty |        |        |        |        |        |        |        |        |        |        |        |        |        |        |        |        |        |        |        |        |        |        |        |        |
| - | -          | -                      | -         | -             | -       | -       | -           | -           | -        | -        | -            | -            | -            | -      | 21        | -         | 32     | 13     | -      | -      | -       | -       | -             | -             | 3      |        |        |        |        |        |        |        |        |        |        |        |        |        |        |        |        |        |        |        |        |        |        |        |        |
| Legenda |            |                        |           |               |         |         |             |             |          |          |              |              |              |        |           |           |        |        |        |        |         |         |               |               |        |        |        |        |        |        |        |        |        |        |        |        |        |        |        |        |        |        |        |        |        |        |        |        |        |
| 1 2 3 4-10 11-15 poniżej 15 dq – dyskwalifikacja q – zawodnik nie zakwalifikował się - – zawodnik nie wystartował |            |                        |           |               |         |         |             |             |          |          |              |              |              |        |           |           |        |        |        |        |         |         |               |               |        |        |        |        |        |        |        |        |        |        |        |        |        |        |        |        |        |        |        |        |        |        |        |        |        |

### Turniej Czterech Skoczni

#### Miejsca w klasyfikacji generalnej
| Sezon     | Miejsce |
| --------- | ------- |
| 1971/1972 | 14.     |
| 1972/1973 | 13.     |
| 1973/1974 | 10.     |
| 1974/1975 | 25.     |
| 1975/1976 | 59.     |